# حفصة بنت عمر
حَفْصَة بِنْتُ عُمَر بنِ الخَطَّاب العَدَوِيَّة القُرَشِيَّة (18 ق هـ - 41 هـ / 605 - 661م) هي رابع زوجات الرسول محمد، ومن أمهات المؤمنين، وابنة الخليفة الثاني عمر بن الخطاب وشقيقة الصحابي عبد الله بن عمر. وُلِدَت قبل البعثة بخمس سنين، وأسلمت في مكة مع أبيها، هاجرت مع زوجها الأوَّل خنيس بن حذافة السهمي إلى يثرب التي سُمِّيَت فيما بعد بالمدينة المنورة، وتوفّي زوجها إثر إصابته في غزوة أحد. ثم تزوَّجها النبي في شعبان سنة 3 هـ، فكانت رابع زوجات النبي.
عُرف عن حفصة غيرتها على النبي محمد من زوجاته الأخريات، وقد ورد أن النبي أراد أن يُطلَّقها فجاءه جبريل وقال له «لا تُطَلِّقْها؛ فَإِنَّهَا صَوَّامَةٌ قَوَّامَةٌ، وَإِنَّهَا زَوْجَتُكَ فِي الْجَنَّةِ.»، كما نزل فيها أوائل سورة التحريم مع عائشة بنت أبي بكر. وعُرف عنها البلاغة والفصاحة. لزمت حفصة بيتها بعد وفاة النبي محمد ولم تخرج منه. وروت عدة أحاديث عن النبي وعن أبيها بلغت ستين حديثًا. توفيت حفصة سنة 41 هـ في المدينة أوَّلَ خلافة معاوية بن أبي سفيان، وصَلَّى عليها أمير المدينة مروان بن الحكم، ودُفِنَت في البقيع، ونزل قبرَها أخواها عبد الله وعاصم.

## بداية حياتها

### نسبها

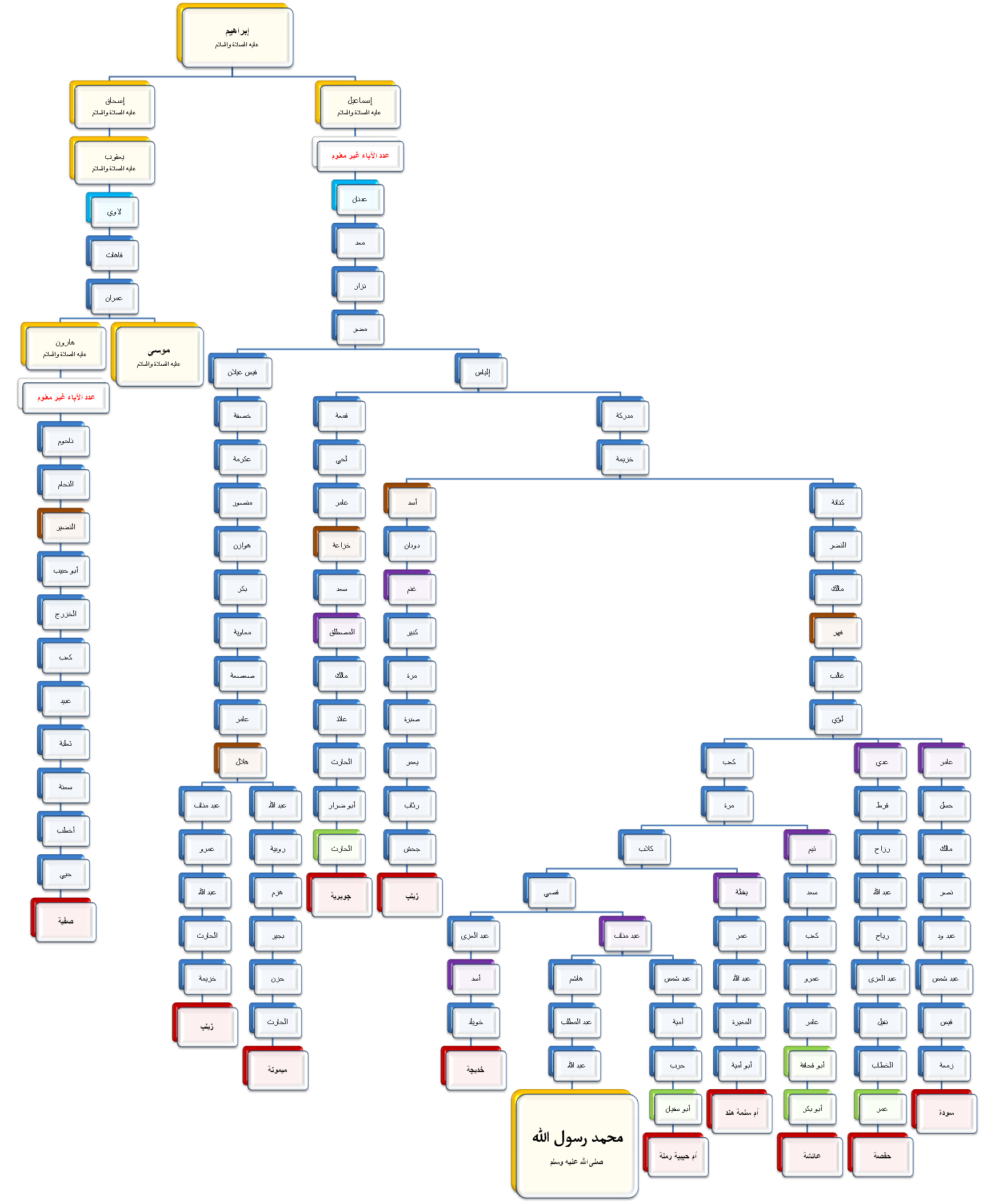
شجرة نسب حفصة والتقائه بنسب النبي محمد وأنساب باقي أمهات المؤمنين.

- هي حفصة بنت عمر بن الخطاب بن نفيل بن عبد العزى بن رياح بن عبد الله بن قرط بن رزاح بن عدي بن كعب بن لؤي،[2] بن غالب بن فهر بن مالك بن النضر بن كنانة بن خزيمة بن مدركة بن إلياس بن مضر بن نزار بن معد بن عدنان العدوي القرشي.[3]
- وأمها زينب بنت مظعون،[4] بن حبيب بن وهب بن حذافة بن جمح القرشية الجمحية،[5] وأخت عثمان بن مظعون.[6]
- إخوتها: لها ما يقرب من ثلاثة عشر أخًا من أبيها،[7] أما أخواها الأشقاء فهما: عبد الله بن عمر بن الخطاب، وعبد الرحمن الأكبر بن عمر.[8]

### نشأتها
وُلِدَتْ حفصة في مكة، قبل بعثة النبي محمد بخمس سنوات، وهو العام الذي أعادت فيه قريش بناء الكعبة، ويوافقه ما جاء في الأعلام للزركلي أنَّ مولدها كان في السنة الثامنة عشرة قبل الهجرة النبوية، ويجتمع نسبها مع النبي محمد في كعب بن لؤي. اسم حفصة يعني الرَّخَمَة، وقيل مؤنث حفص وهو ولد الأسد، ولا يُعرف لحفصة كُنية كعادة العرب في ذلك الوقت. أبوها هو عمر بن الخطاب أحد كبار الصحابة والخليفة الثاني للنبي محمد بعد أبي بكر الصديق، وأمها هي زينب بنت مظعون الجُمَحية التي هي أخت الصحابة عثمان وعبد الله وقدامة بني مظعون الجمحي، وعمة الصحابي السائب بن عثمان بن مظعون، وقيل إنها هاجرت ولكن لا دليل يُثبتُ ذلك، وقيل تُوفِّيَت قبل الهجرة.
وحفصة هي أكبر أبناء عمر بن الخطاب سنًا، ولها العديد من الإخوة أشهرهم أخوها لأبيها وأمها عبد الله، وهي أسنُّ من عبد الله بست سنين. ولهما أخ آخر شقيق اسمه عبد الرحمن الأكبر تمييزاً له عن أخوين آخرين من أبناء عمر بن الخطاب ثلاثتهم يحملون الاسم نفسه «عبد الرحمن». وقد أشار ابن سعد في طبقاته إلى أخت لحفصة تسمى فاطمة، ولم يرد ذكرها في أي كتاب آخر.

## إسلامها
تُرجِّحُ المصادر أنها أسلمت عند إسلام أبيها عمر بن الخطاب في شهر ذي الحجة من السنة الخامسة من البعثة، وعمرها حينئذ عشر سنوات. تزوَّجت حفصة من خُنَيْس بن حذافة بن عدي السهمي، ولم تحدد كتب السير سنة زواجهما، وكان خُنَيْس من السابقين الأولين إلى الإسلام، إذ أسلم قبل دخول النبي محمد دار الأرقم ليدعو إلى الإسلام فيها. وكان خُنَيْس قد هاجر منفردًا الهجرة الثانية إلى الحبشة في السنة الخامسة من البعثة ثم عاد إلى مكة، ويُرجح أنه تزوج حفصة بعد عودته من الحبشة، إذ لم تذكر كتب السير أن حفصة هاجرت إلى الحبشة.
هاجرت حفصة مع زوجها إلى المدينة المنورة حين هاجر المسلمون، وقد شهد زوجها خنيس غزوتي بدر وأحد مع النبي محمد. وأُصيب في غزوة أحد، وتوفي خنيس سنة 3 هـ في المدينة المنورة متأثرًا بجراحه، وقيل: بل أُصيب ببدر وتوفي بعدها، ودُفن في البقيع إلى جانب قبر عثمان بن مظعون. ولم يكن له ذُرِّيَّة منها.

## زواجها من النبي محمد
لما تُوفي خنيس، أراد عمر أن يزوج ابنته حفصة لعثمان بن عفان بعد وفاة زوجته الأولى رقية بنت النبي، فعرض عمر زواج حفصة على عثمان، فقال عثمان: ما لي في النساء حاجة. ثم عرضها عمر على أبي بكر الصديق، فسكت أبو بكر ولم يرجع إليه بشيء، فحزن عمر لذلك، يقول: «فكنت عليه أوجد مني على عثمان». فمكث ليالي حتى خطبها النبي محمد لنفسه، ورُوي أن عمر أتى النبيّ، فقال: «لقيت عثمان فرأيت من جزعه فعرضت عليه حفصة. فقال له النبيّ: ألا أدلّك على ختن هو خير من عثمان وأدلّ عثمان على ختن هو خير له منك؟" قال: بلى يا رسول الله، فتزوّج النبيّ حفصة وزوّج بنتًا له عثمان». فتزوج النبي حفصة، وتزوج عثمان أم كلثوم بنت النبي.
ثم علم عمر بن الخطاب بعد ذلك بسبب اعتذار أبي بكر عن خطبتها، فكان سبب أبي بكر أنه علم أن النبي يريد خطبتها، فقد روى البخاري في صحيحه أن عمر قال: «فلقيني أبو بكر فقال لعلك وجدت علي حين عرضت علي حفصة فلم أرجع إليك قلت نعم قال فإنه لم يمنعني أن أرجع إليك فيما عرضت إلا أني قد علمت أن رسول الله ﷺ قد ذكرها فلم أكن لأفشي سر رسول الله ﷺ ولو تركها لقبلتها».
كان زمن زواجها بالنبي في شهر شعبان من السنة الثالثة من الهجرة، وهو القول الأشهر لكون وفاة زوجها كان في هذه السنة، بينما قال آخرون أنه كان في السنة الثانية من الهجرة، وهو قول الذين قالوا بوفاة خنيس بعد غزوة بدر. وحدد ابن زبالة زمن الزواج في شهر شعبان 2 هـ بعد 30 شهرًا من الهجرة قبل غزوة أحد بشهرين، وكذلك قال النووي. واتفقوا على أن زواجها كان بعد زواج النبي محمد من عائشة، وهي الرابعة في ترتيب زوجاته بعد خديجة وسودة وعائشة. وكان عمر حفصة نحو 20 عامًا.
أصدقها النبي صداقًا قدره 400 درهم، وأمهرها النبي بساطًا ووسادتين وكساءً رحبًا، يفترشان في القيظ(1) والشتاء نصفه ويلتحفان نصفه، وإناءين أخضرين، وأولم عليها المهاجرين دون الأنصار وطبة(2) بسمن وتمر وعجوة وسويقًا(3) ملتوتًا. وأطعمها النبي في إحدى الغزوات ثمانين وسقًا من شعير وقيل من قمح. وحجت حفصة مع النبي حجة الوداع.
عُرف عن حفصة غيرتها على النبي محمد من زوجاته الأخريات، فقد روى البخاري أن نساء النبي محمد كن حزبين، حزب فيه عائشة وحفصة وصفية وسودة، والآخر فيه أم سلمة وباقي نساء النبي محمد. ومما ورد في غيرتها، غيرتها من أم المؤمنين صفية، فقد روى أنس بن مالك أن صفيَّة بلغها أن حفصة قالت: «صفيَّة بنت يهودي»، فبكت واشتكت للنبي محمد، فقال لصفية: «إِنَّكِ لابْنَةُ نَبِيٍّ، وَإِنَّ عَمَّكِ لَنَبِيٌّ، وَإِنَّكِ لَتَحْتَ نَبِيٍّ، فَفِيمَ تَفْخَرُ عَلَيْكِ؟» ثم قال لحفصة: «اتَّقِي اللَّهَ يَا حَفْصَةُ».
وقد اشتكت نساء النبي محمد يومًا من ضيق النفقة، وتكلمن معه في ذلك في وقت كان أبو بكر وعمر عند النبي محمد، فهمّ كل منهما بضرب وتأنيب ابنته لولا أن نهاهما النبي محمد عن ذلك. فنزل الوحي بتخيير نساء النبي، قائلًا: ﴿يَا أَيُّهَا النَّبِيُّ قُلْ لِأَزْوَاجِكَ إِنْ كُنْتُنَّ تُرِدْنَ الْحَيَاةَ الدُّنْيَا وَزِينَتَهَا فَتَعَالَيْنَ أُمَتِّعْكُنَّ وَأُسَرِّحْكُنَّ سَرَاحًا جَمِيلًا ۝٢٨ وَإِنْ كُنْتُنَّ تُرِدْنَ اللَّهَ وَرَسُولَهُ وَالدَّارَ الْآخِرَةَ فَإِنَّ اللَّهَ أَعَدَّ لِلْمُحْسِنَاتِ مِنْكُنَّ أَجْرًا عَظِيمًا ۝٢٩ يَا نِسَاءَ النَّبِيِّ مَنْ يَأْتِ مِنْكُنَّ بِفَاحِشَةٍ مُبَيِّنَةٍ يُضَاعَفْ لَهَا الْعَذَابُ ضِعْفَيْنِ وَكَانَ ذَلِكَ عَلَى اللَّهِ يَسِيرًا ۝٣٠ وَمَنْ يَقْنُتْ مِنْكُنَّ لِلَّهِ وَرَسُولِهِ وَتَعْمَلْ صَالِحًا نُؤْتِهَا أَجْرَهَا مَرَّتَيْنِ وَأَعْتَدْنَا لَهَا رِزْقًا كَرِيمًا ۝٣١ يَا نِسَاءَ النَّبِيِّ لَسْتُنَّ كَأَحَدٍ مِنَ النِّسَاءِ إِنِ اتَّقَيْتُنَّ فَلَا تَخْضَعْنَ بِالْقَوْلِ فَيَطْمَعَ الَّذِي فِي قَلْبِهِ مَرَضٌ وَقُلْنَ قَوْلًا مَعْرُوفًا ۝٣٢﴾ [الأحزاب:28–32]، فاخترن الله ورسوله.

### نزول سورة التحريم

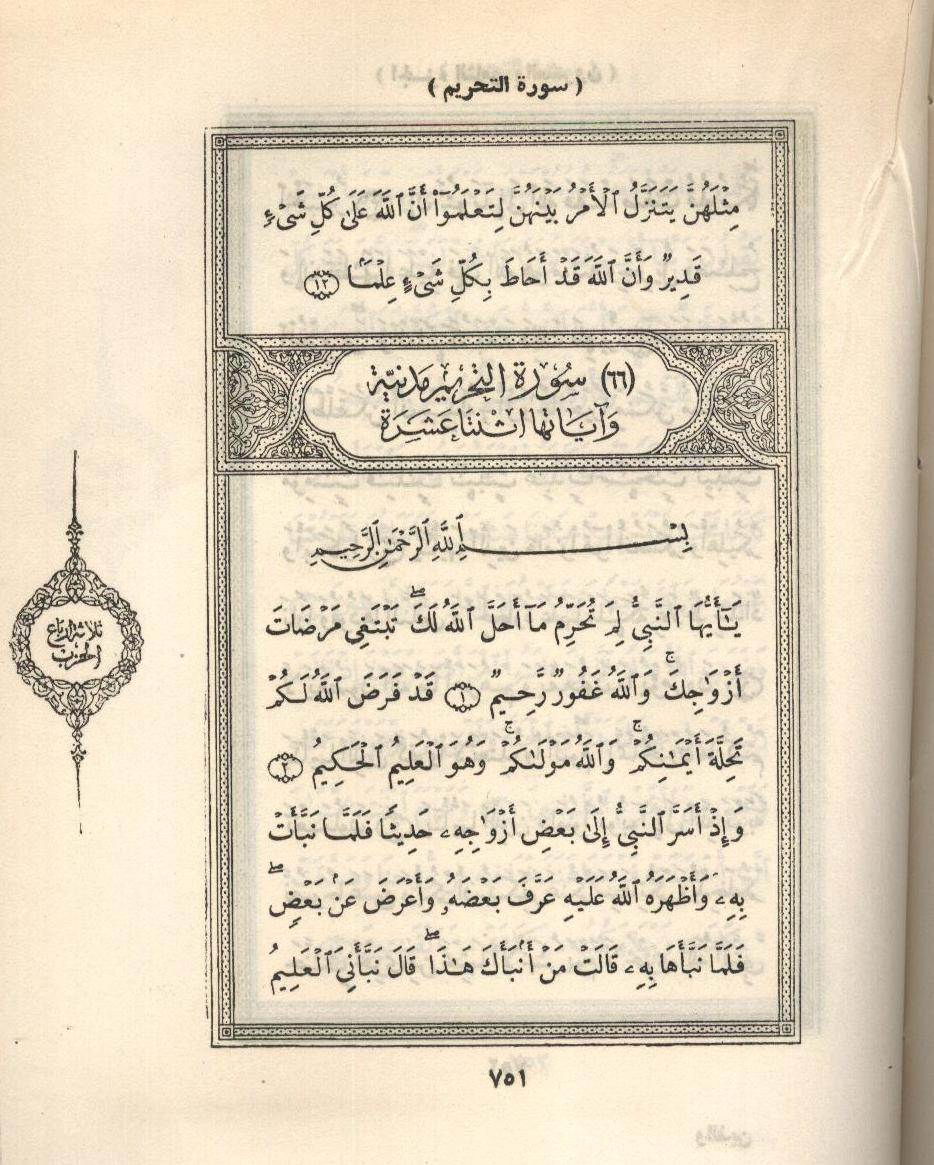
صفحة من المصحف الأميري يظهر بها فواتح سورة التحريم.

نزلت في حفصة الآيات الأولى من سورة التحريم: ﴿يَا أَيُّهَا النَّبِيُّ لِمَ تُحَرِّمُ مَا أَحَلَّ اللَّهُ لَكَ تَبْتَغِي مَرْضَاةَ أَزْوَاجِكَ وَاللَّهُ غَفُورٌ رَحِيمٌ ۝١ قَدْ فَرَضَ اللَّهُ لَكُمْ تَحِلَّةَ أَيْمَانِكُمْ وَاللَّهُ مَوْلَاكُمْ وَهُوَ الْعَلِيمُ الْحَكِيمُ ۝٢ وَإِذْ أَسَرَّ النَّبِيُّ إِلَى بَعْضِ أَزْوَاجِهِ حَدِيثًا فَلَمَّا نَبَّأَتْ بِهِ وَأَظْهَرَهُ اللَّهُ عَلَيْهِ عَرَّفَ بَعْضَهُ وَأَعْرَضَ عَنْ بَعْضٍ فَلَمَّا نَبَّأَهَا بِهِ قَالَتْ مَنْ أَنْبَأَكَ هَذَا قَالَ نَبَّأَنِيَ الْعَلِيمُ الْخَبِيرُ ۝٣ إِنْ تَتُوبَا إِلَى اللَّهِ فَقَدْ صَغَتْ قُلُوبُكُمَا وَإِنْ تَظَاهَرَا عَلَيْهِ فَإِنَّ اللَّهَ هُوَ مَوْلَاهُ وَجِبْرِيلُ وَصَالِحُ الْمُؤْمِنِينَ وَالْمَلَائِكَةُ بَعْدَ ذَلِكَ ظَهِيرٌ ۝٤﴾ [التحريم:1–4]. وقد اتفق المُفسِّرون أن حفصة هي المقصودة بقوله: ﴿وَإِذْ أَسَرَّ النَّبِيُّ إِلَى بَعْضِ أَزْوَاجِهِ حَدِيثًا فَلَمَّا نَبَّأَتْ بِهِ﴾. واختلفوا في الأمر الذي ذكره النبي سرًا لها ثم نبَّأت حفصة به على ثلاثة أقوال، فقالوا أن الأمر إما تحريم النبي العسل على نفسه وهو الأشهر، وإما تحريم النبي مارية على نفسه، بينما ذكر البيضاوي، والآلوسي، قولًا ثالثًا هو أن النبي أخبرها أن الخلافة بعده لأبي بكر وعمر، فأفشت ذلك لعائشة. قال البيضاوي: «وإذ أسر النبي إلى بعض أزواجه -يعني حفصة- [حديثا] تحريم مارية أو العسل، أو أن الخلافة بعده لأبي بكر وعمر رضي الله تعالى عنهما [فلما نبأت به] أي فلما أخبرت حفصة عائشة رضي الله تعالى عنهما بالحديث [وأظهره الله عليه] وأطلع النبي عليه الصلاة والسلام على الحديث أي على إفشائه [عرف بعضه] عرف الرسول صلى الله عليه وسلم حفصة بعض ما فعلت [وأعرض عن بعض] عن إعلام بعض تكرما، أو جازاها على بعض بتطليقه إياها وتجاوز عن بعض».
أمَّا القول الأول فهو الأشهر لما رواه البخاري ومسلم في صحيحهما عن عبيد بن عمير قال: «سمعت عائشة  أن النبي ﷺ كان يمكث عند زينب بنت جحش، ويشرب عندها عسلًا، فتواصيت أنا وحفصة أن أيتنا دخل عليها النبي ﷺ، فلتقل إني أجد منك ريح مغافير، أكلت مغافير، فدخل على إحداهما، فقالت له ذلك فقال: لا بل شربت عسلًا عند زينب بنت جحش، ولن أعود له». فنزلت ﴿يَا أَيُّهَا النَّبِيُّ لِمَ تُحَرِّمُ مَا أَحَلَّ اللَّهُ لَكَ﴾ إلى ﴿يَا أَيُّهَا النَّبِيُّ لِمَ تُحَرِّمُ مَا أَحَلَّ اللَّهُ لَكَ﴾ لعائشة وحفصة، ﴿وَإِذْ أَسَرَّ النَّبِيُّ إِلَى بَعْضِ أَزْوَاجِهِ حَدِيثًا﴾ لقوله بل شربت عسلًا.
أمَّا القول الثاني، فقد ذكر الشوكاني في فتح القدير أن النبي محمدًا قد أصاب جاريته مارية القبطية أم ولده إبراهيم في غرفة زوجته حفصة، فغضبت حفصة وقالت «يا رسول الله لقد جئتَ إليَّ بشيء ما جئتَه إلى أحد من أزواجك، في يومي وفي دوري وعلى فراشي»، فقال: «أَلا تَرْضَيْنَ أَنْ أُحَرِّمَهَا فَلا أَقْرَبُهَا أَبَدًا؟» فقالت حفصة: «بلى» فحرَّمها النبي على نفسه، وقال لها: «لاَ تَذْكُرِي ذَلِكَ لأَحَدٍ»، فذكرته لعائشة. فنزلت أوائل سورة التحريم، فكفّر النبي محمد عن يمينه، وأصاب مارية.

### طلاق النبي لها ثم ردَّها
ورد أن النبي أراد أن يُطلق حفصة ثم رجع عن ذلك، فعن عمار بن ياسر قال: أراد رسول الله ﷺ أن يطلق حفصة، فجاء جبريل فقال: «لا تُطَلِّقْها؛ فَإِنَّهَا صَوَّامَةٌ قَوَّامَةٌ، وَإِنَّهَا زَوْجَتُكَ فِي الْجَنَّةِ.». وقيل بل طلقها بالفعل فدخل عليها خالاها قدامة وعثمان ابنا مَظْعُون، فبكت وقَالت: وَاللَّهِ مَا طَلَّقَنِي عَنْ شِبَعٍ ثم جاء النبي فردّها فقال: «فَقَالَ: قَالَ لِي جِبْرِيلُ : رَاجِعْ حَفْصَةَ؛ فَإِنَّهَا صَوَّامَةٌ قَوَّامَةٌ، وَإِنَّهَا زَوْجَتُكَ فِي الْجَنَّةِ.». ورُوي أنه لما طلقها بلغ ذلك عمر فوضع التراب على رأسه، وجعل يقول: ما يعبأ الله بعمر بعد هذا، فنزل جبريل من الغد على النبي فقال: إن الله تعالى يأمرك أن تراجع حفصة رحمةً لعمر. ثم بعد ذلك بمدة دخل عمر على حفصة وهي تبكي، فقال لها: "ما يبكيك؟ لعل رسول الله ﷺ قد طلقك؟ إنه كان طلقك مرة ثم راجعك من أجلي، إن كان طلقك مرة أخرى لا أكلمك أبدًا.
أما عن سبب طلاقها، فلم يرد فيه نصٌ صريحٌ؛ إلا أن بعض العلماء ربطوا هذا الطلاق بسبب إفشائها لسره الذي أسره إليها.

## بعد وفاة النبي

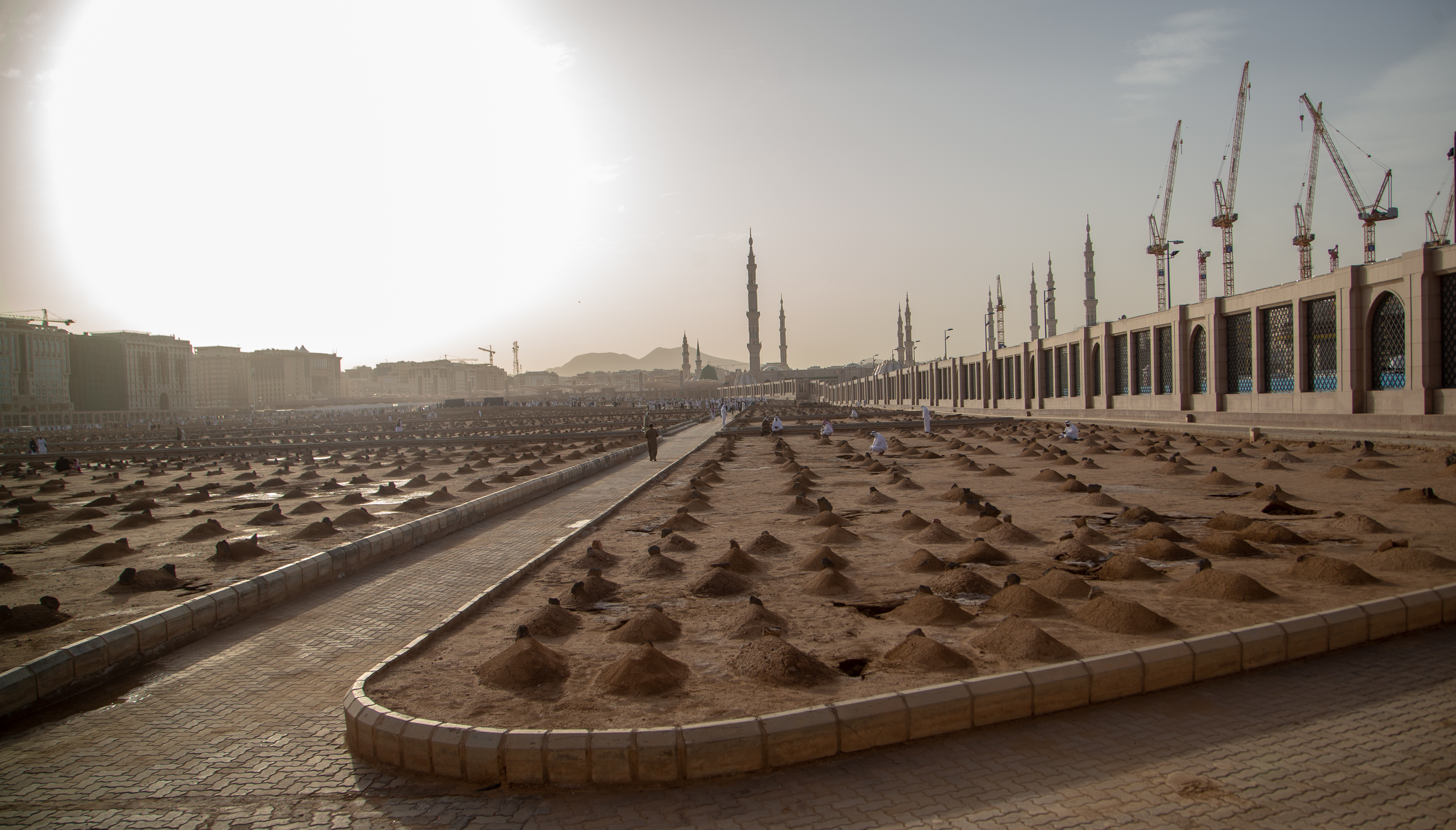
مقبرة البقيع حيث دفنت حفصة.

لزمت حفصة بيتها بعد وفاة النبي محمد، ولم تخرج منه، بعد حروب الردة، وما أصاب المسلمين من فقد الكثير من حفظة القرآن. قرر أبو بكر جمع القرآن بمشورة من عمر بن الخطاب، فأمر زيد بن ثابت بجمعه في مصحف واحد ظل عند أبي بكر حتى وفاته، ثم صار عند عمر. وبعد وفاة عمر، صار هذا المصحف في حوزة حفصة. ثم اختلف الناس في زمن عثمان بن عفان، لاختلاف القراءات حول أيها أصح، فأرسل عثمان إلى حفصة يطلب المصحف لينسخ منه عدداً من النسخ. وحين حضرت عمر الوفاة أوصى إلى حفصة بعد موته بصدقة تصدق بها بمال وقفته بالغاية، وأوصت حفصة إلى أخيها عبد الله بنفس الأمر. ولما أرادت عائشة الخروج إلى البصرة إثر الفتنة التي ضربت المسلمين بعد مقتل عثمان بن عفان، همَّت حفصة بالخروج معها، إلا أن أخاها عبد الله بن عمر حال بينها وبين الخروج.
كانت دار حفصة تقع جنوب المسجد النبوي، وقد أشار السمهودي إلى هذه الدار فيما رواه ابن زبالة عن عبد الله بن عمر بن حفص قائلاً:" مد عمر بن الخطاب جدار القبلة إلى الأساطين التي إليها المقصورة، وكانت حفصة قد ابتاعت تلك الدار من أبي بكر الصديق، وبقيت في يدها إلى أن أراد عثمان بن عفان توسعة المسجد، فطلب منها فامتنعت قائلة: "كيف بطريقي إلى المسجد، فقال لها عثمان: نعطيك دارًا أوسع منها ونجعل لك طريقًا مثلها، فسلمت ورضيت"، فأعطاها دار عبد الله بن عمر، وكانت مربدًا.

### وفاتها
توفيت حفصة في جمادى الأولى سنة 41هـ في المدينة في عام الجماعة أول خلافة معاوية بن أبي سفيان، وهي يومئذٍ ابنة ستين سنة. وقيل توفيت في شعبان سنة 45هـ، وقيل سنة 47هـ، وقيل 50هـ، وصلى عليها مروان بن الحكم أمير المدينة آنئذ، ودفنت في البقيع، ونزل قبرَها لدفنها أخواها عبد الله وعاصم ومعهما سالم وعبد الله وحمزة بنو عبد الله بن عمر. وروى الواقدي عن علي بن مسلم عن المقبري عن أبيه قال: رأيت حمل مروان بين عمودي سريرها من عند دار بني حزم إلى دار المغيرة بن شعبة، وحملها أبو هريرة من دار المغيرة إلى قبرها.

## صفاتها
كانت حفصة من قلة النساء اللاتي تعلمن الكتابة وقتئذ، تعلمتها على يد الصحابية الشفاء بنت عبد الله. وقد أشادت أم المؤمنين، عائشة، بحفصة، فقالت عنها: «هي التي كانت تساميني من أزواج النبي»، وقالت أيضًا عنها: «ما رأيت صانعاً مثل حفصة، إنها بنت أبيها». وكانت حفصة كثيرة الصيام والقيام، فعن نافع مولى ابن عمر قال: صامت حفصة حتى ما تفطر، ورُوي أنها كانت كثيرة التصدق والنفقة على الفقراء والمساكين. كما عُرف عن حفصة غيرتها على النبي محمد من زوجاته الأخريات.
عُرف عنها البلاغة والفصاحة، ولها خطبة قالتها بعد مقتل أبيها، ذكر ابن طيفور في كتابه «بلاغات النساء» أن حفصة قالت في مرض أبيها عمر: «يا أبتاه ما يحزنك، وفادتك على رب رحيم، ولا تبعة لأحد عندك، ومعي لك بشارة، لا أذيع السر مرتين، ونعم الشفيع لك العدل، لم تخف على الله عز وجل خشنة عيشتك وعفاف نهمتك وأخذك بأكظام المشركين والمفسدين في الأرض.» ثم أنشأت تقول:

## روايتها للحديث النبوي
روت حفصة عدة أحاديث عن النبي محمد وعن أبيها بلغت ستين حديثًا، منها ثلاثة اتفق عليها البخاريُّ ومسلمٌ، وانفرد مسلم بستة أحاديث، وروى عنها جماعة من الصحابة والتابعين؛ كأخيها عبد الله، وحارثة بن وهب، وشتير بن شكل، والمطلب بن أبي وداعة، وعبد الله بن صفوان الجمحي، وابن أخيها حمزة بن عبد الله بن عمر وزوجته صفية بنت أبي عبيد وأبو سلمة التجيبي وأم مبشر الأنصارية وعبد الرحمن بن الحارث بن هشام، والمسيِّب بن رافع وغيرهم، وأورد بقيّ بن مخلد في مسنده ستين حديثًا عنها.

## هوامش
- 1: القيظ: فَتْرة شِدّة الحرّ من فَصل الصَّيْف.[47]
- 2: الوَطْبَةُ: هي طعام يُتَّخَذُ من التمر، كالحَيْس.[48]
- 3: السَّويقُ: السويق ما يتخذ من الحنطة والشعير.[49] سُمِّي بذلك لانسياقه في الحلق والجمع أسْوِقَةٌ.

## انظر أيضًَا
- عمر بن الخطاب
- أمهات المؤمنين
- سورة التحريم

### بيانات المراجع
مرتبة حسب تاريخ الإصدار
- ابن منظور (1984). لسان العرب. القاهرة: دار المعارف. ISBN:9770211052. مؤرشف من الأصل في 2017-06-03.
- العسقلاني، ابن حجر (1986). "فتح الباري شرح صحيح البخاري، كتاب المغازي، باب شهود الملائكة بدرا". إسلام ويب. دار الريان للتراث. مؤرشف من الأصل في 2020-11-12. اطلع عليه بتاريخ 2021-10-23.
- ابن الأثير الجزري (1994)، أسد الغابة في معرفة الصحابة، تحقيق: عادل أحمد عبد الموجود، علي محمد معوض (ط. 1)، بيروت: دار الكتب العلمية، ج. 7، ص. 135، OCLC:4770581728، QID:Q116752568 – عبر المكتبة الشاملة
- الخراط، أمينة عمر (2000). حفصة بنت عمر الصوامة القوامة (ط. الأولى). دمشق: دار القلم.
- الذهبي، شمس الدين (2001). "سير أعلام النبلاء، الصحابة رضوان الله عليهم، عثمان بن مظعون". إسلام ويب. مؤسسة الرسالة. مؤرشف من الأصل في 2021-09-17. اطلع عليه بتاريخ 2021-10-23.
- ابن حجر العسقلاني (2010). عادل أحمد عبد الموجود، علي محمد معوض (المحرر). الإصابة في تمييز الصحابة. دار الكتب العلمية. مؤرشف من الأصل في 2021-10-23.

## وصلات خارجية
- مقال حفصة بنت عمر. على إسلام ويب.
- فضل حفصة بنت عمر على موقع الدرر السنية.
- حفصة بنت عمر بن الخطاب أم المؤمنيين - أعلام النساء، عمر رضا كحالة، 1959م.